# Rolls-Royce Museum
Het Rolls-Royce Museum is een privé automobiel-museum in Dornbirn in de Oostenrijkse deelstaat Vorarlberg. Het is het grootste Rolls-Royce museum ter wereld.
Het museum was gehuisvest in een voormalige textielfabriek van F. M. Hämmerle tot de dood van de stichter Franz Vonier in 2017. Sindsdien is het museum in handen van zijn zonen en is de collectie verhuisd naar een kleiner gebouw.
Er worden meer dan 1000 stukken getoond waaronder 70 auto's en daarboven een eigen werkplaats voor restauraties die voor bezoekers toegankelijk is. Sommige van de auto's kunnen worden geleend voor speciale gelegenheden.
Hoogtepunten uit de permanente tentoonstelling zijn onder meer:
- 1927 Phantom I, gereden door Peter O’Toole in Lawrence of Arabia
- 1927 Phantom I, uit het bezit van Francisco Franco
- 1932 Phantom II, gereden door Rita Hayworth
- 1936 Phantom III, uit het bezit van Queen Elizabeth

## Galerij

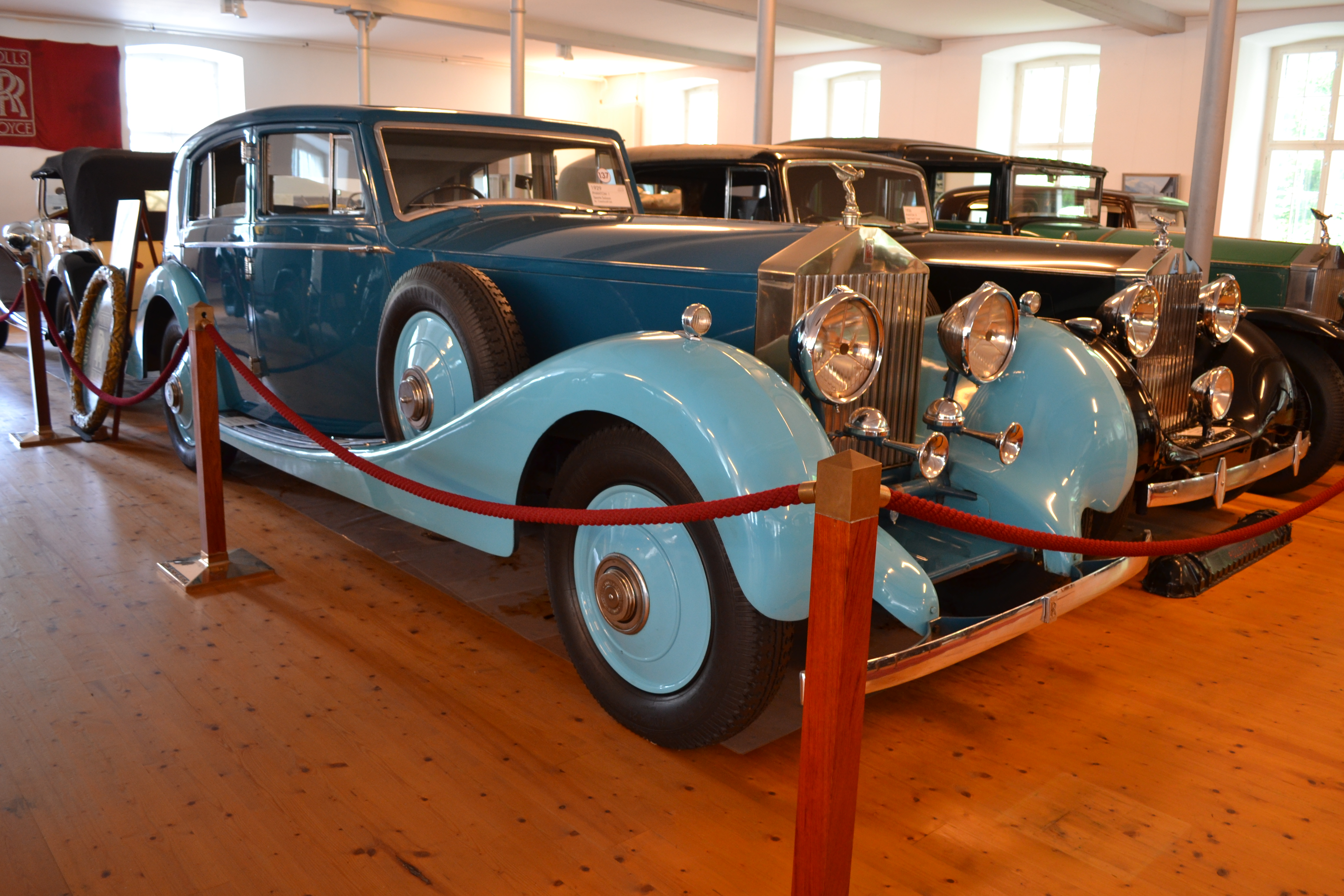
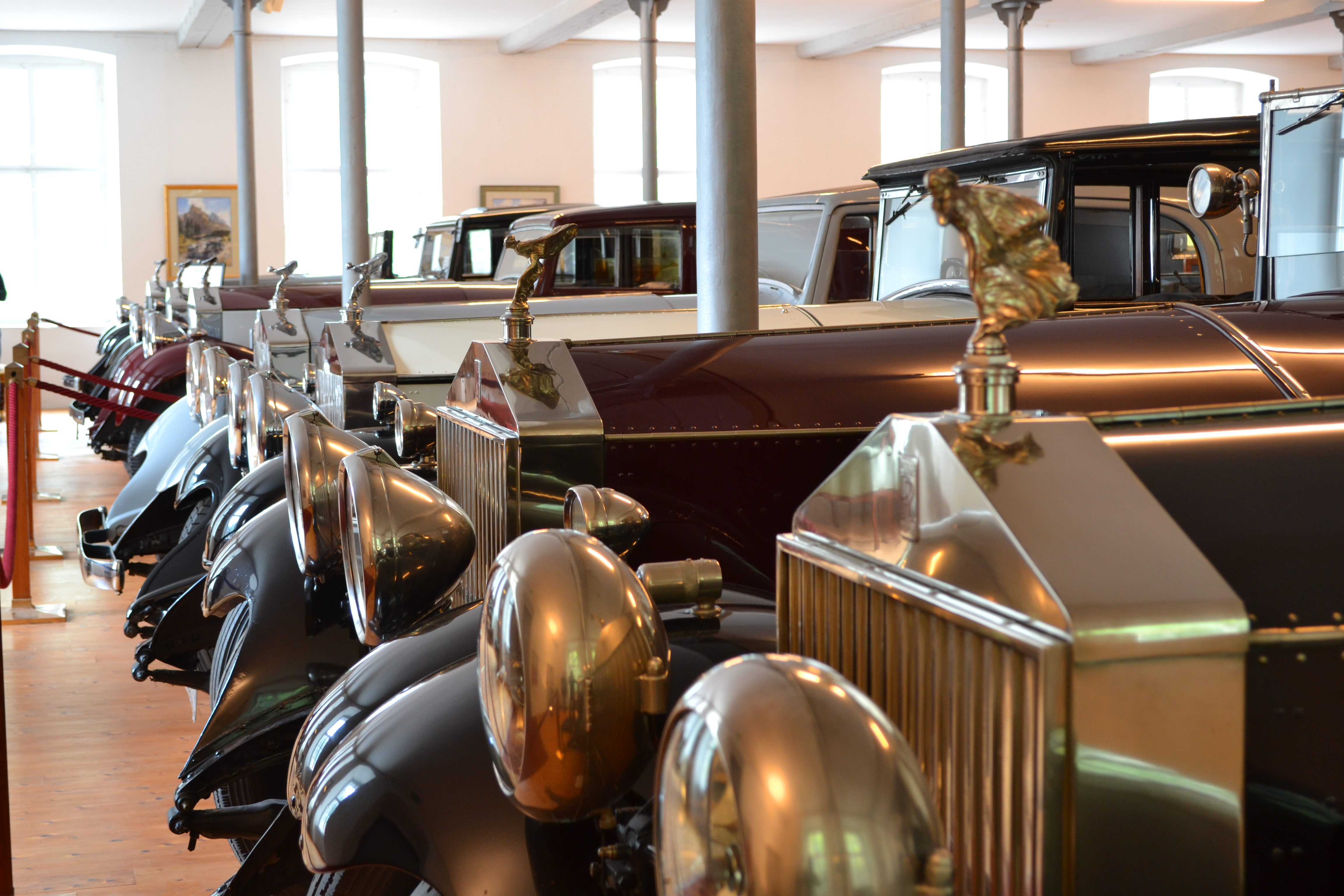
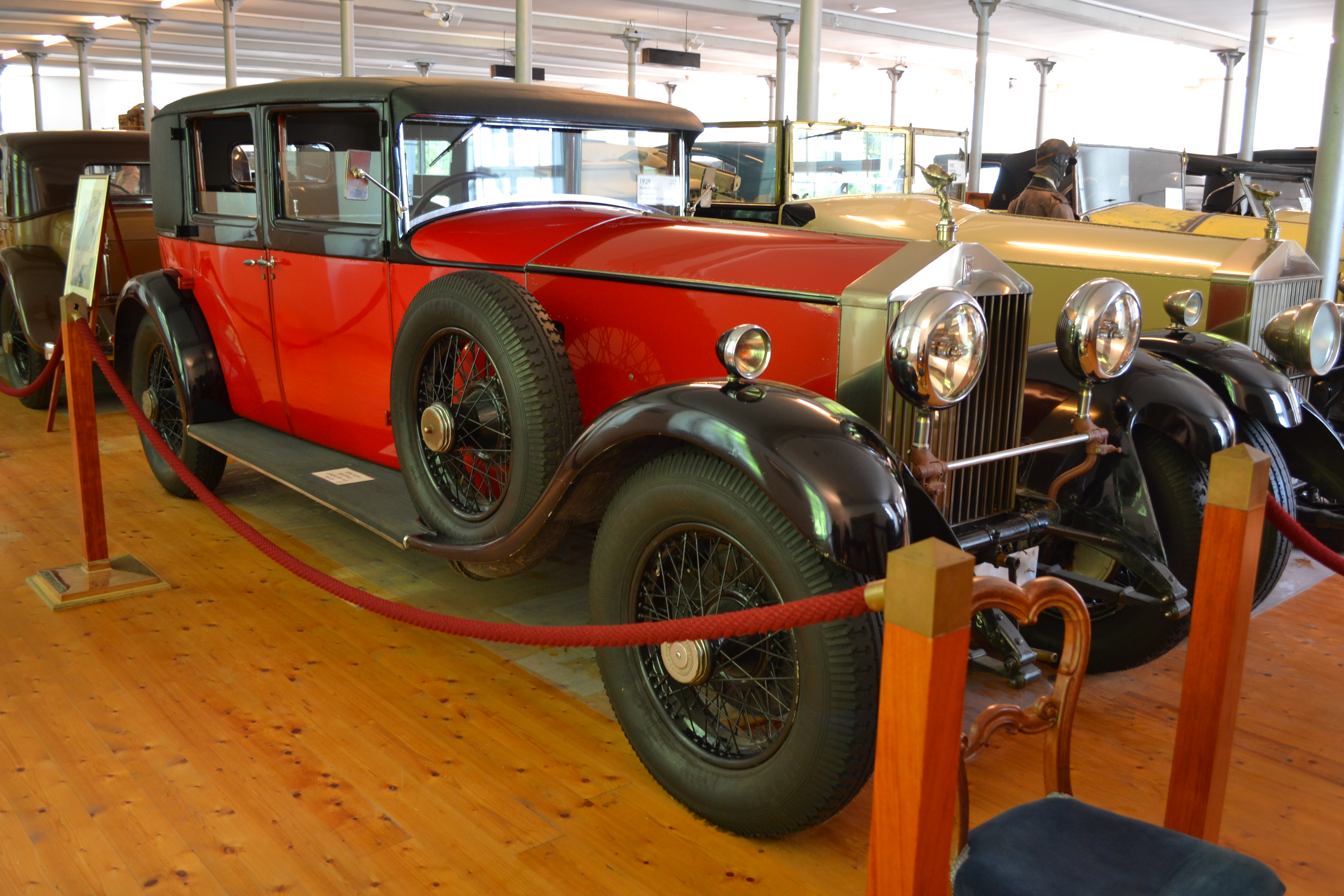
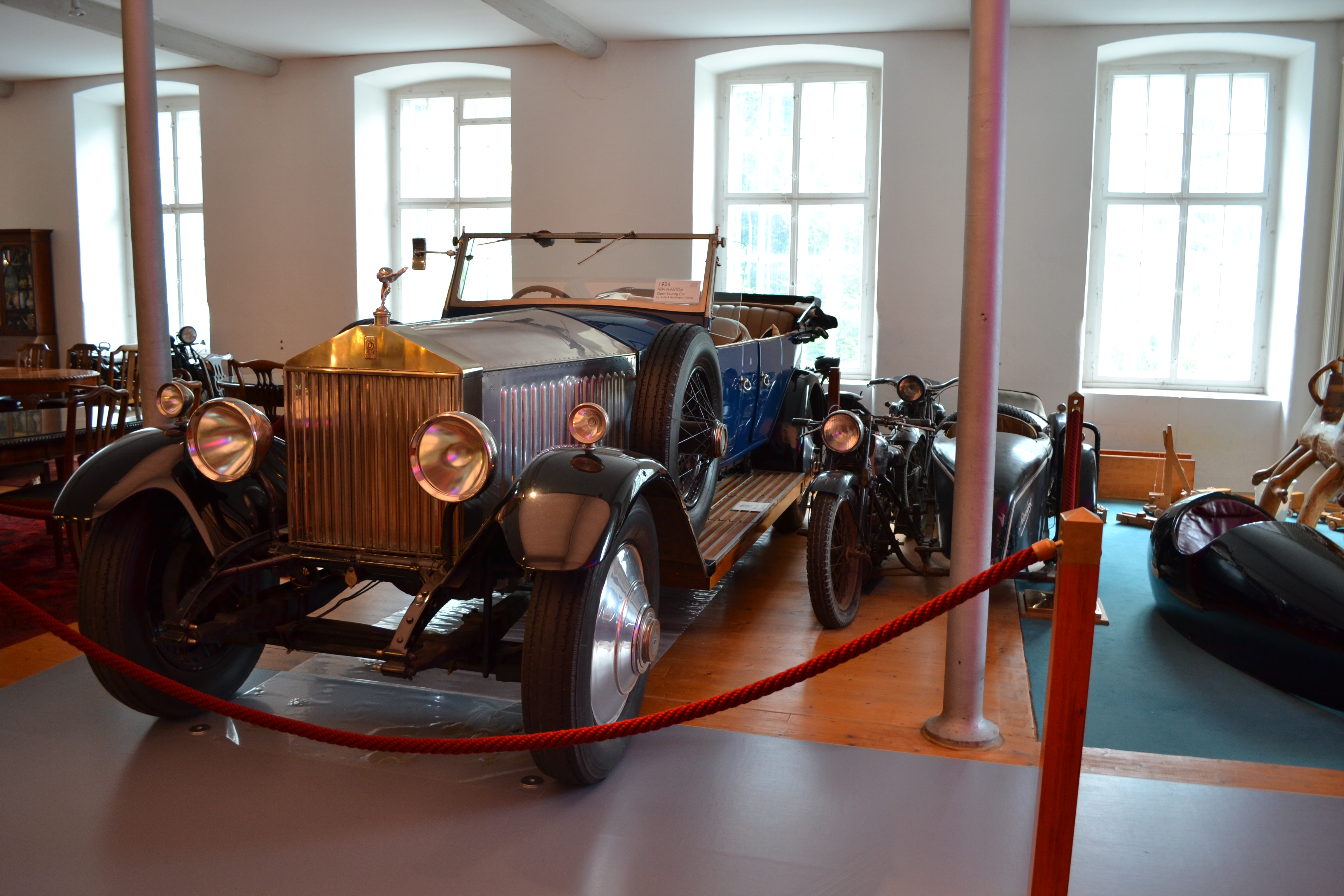
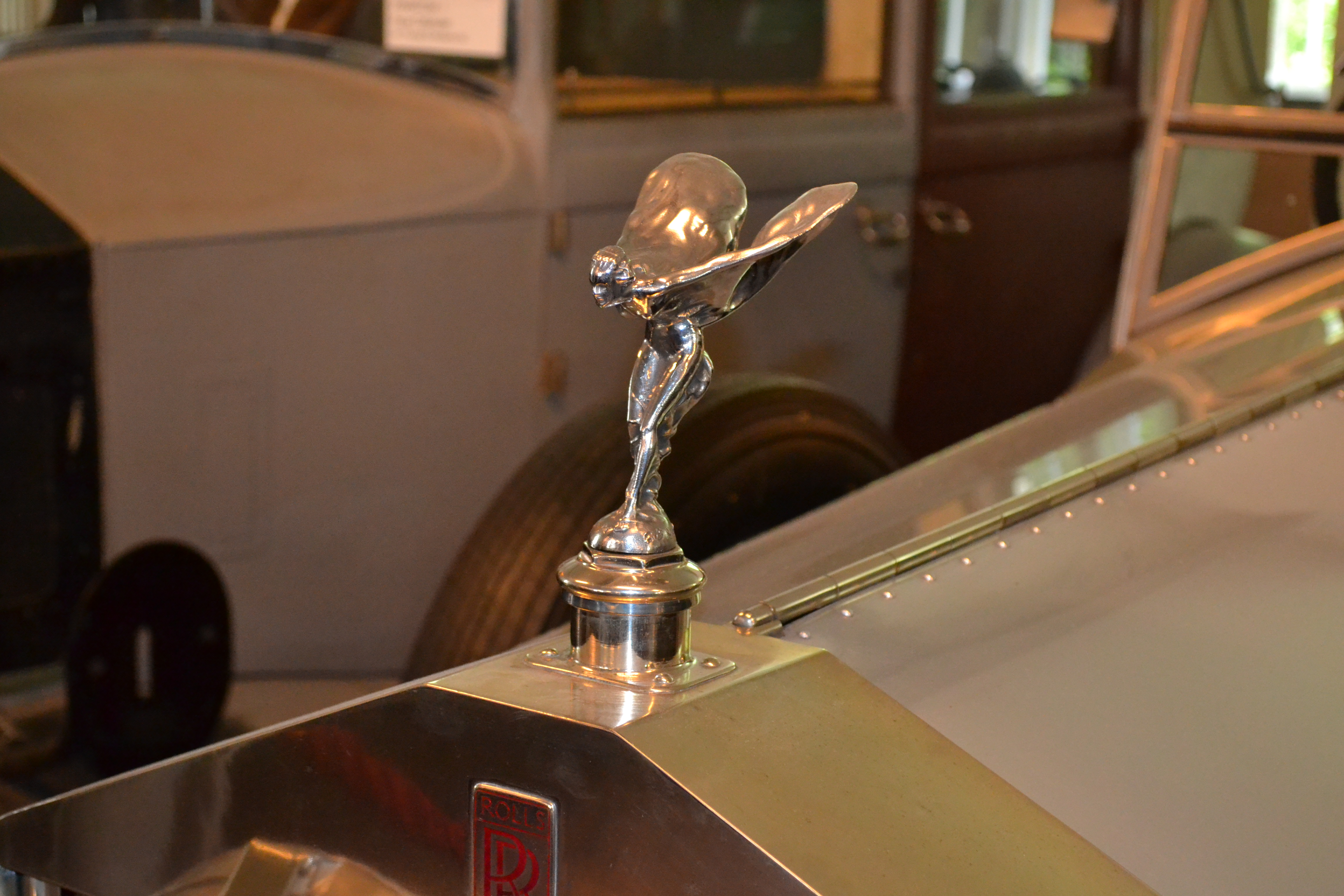
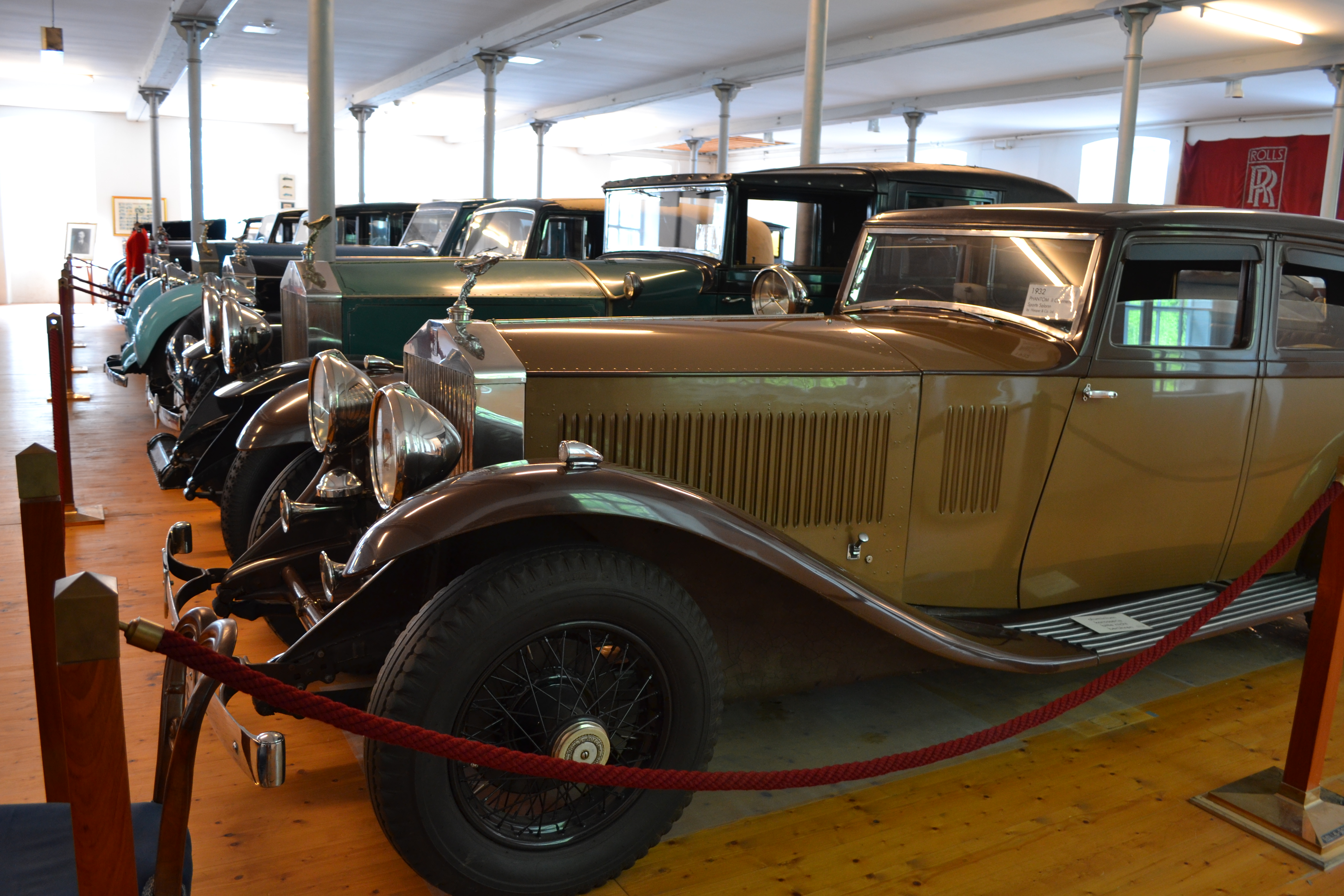